# RefleX
RefleX（リフレクス）は、同人サークルSITER SKAINが制作した縦スクロールシューティングゲーム。

## 概要
過去に制作したシューティングゲーム『Reflection』をDirectXでリメイクする『ReflectionX』および、同じシステムによる続編『Reflection2』を制作する企画を立て、その2つを合わせた一本のゲーム『RefleX』として企画を再構成して制作された。設定は一部異なるが本作の4面までが『Reflection』の内容に相当する。
最初の体験版は、同サークル制作のシューティングゲーム『神威』完成版を頒布した1999年12月のコミックマーケット57にて頒布。以降、開発進行と共に未完成版の発表を重ね（C58,C60,C62,C63,C67）、開発開始から約9年が経過した2008年8月のコミックマーケット74にて完成版が頒布され、同人ショップでも同時発売された。
『ALLTYNEX』（2005年にはリメイク『ALLTYNEX Second』の開発も始まっている）や『神威』と世界観を同じくしていて、ALLTYNEX3部作の第2部にあたる。

## ゲームシステム
シールドを展開して敵の光学兵器を防御できる。赤色と紫色の敵弾は防御しかできないが、紫色の敵弾やミサイルはノーマルショットで撃ち消すことも可能。青色の敵弾はシールドで反射可能で緑色になって敵への攻撃になり、自機のショットよりも敵のショットを反射したもののほうが強力。青色レーザーも反射可能だが、赤色・紫色と巨大なレーザーは防御のみで、防御中の自機は動きが鈍くなる。ミサイルや体当たりはシールドで防御できない。
シールド展開中はエネルギーゲージを消耗していく。エネルギーゲージが減るとノーマルショットの性能も低下する。シールドやノーマルショットを使用せずにいるとエネルギーゲージが回復していく。
残機のシステムを持たない代わりに自機の装甲には6回分の耐久力があり、7回の被弾で撃墜になりコンテニューを選択できる。Remainder of soul（コンティニュー可能回数）は使い切ってゲームオーバーになると次のプレイで1回多くなり、ゲームクリアすると1回減るようになっていて、最少1回まで減らせるようになっている。1回に減らした状態でゲームクリアするとゾディアックマスターの称号がプレイヤーに贈られる。

## ストーリー
地球の統一国家が圧政による常軌を逸した軍国化を進めるようになり、反発した人々は聖蛇教団という宗教の支援の下で月基地を本部とするレジスタンス組織ヴァルキネスを結成していた。国家の世界統一に使用された12種類の戦闘兵器群により戦況は国家軍有利に傾いていった。
ヴァルキネスとの戦いが始まってから2年程が過ぎた新暦0024年、12戦闘兵器群の開発に携わった国家の英雄であり粒子力学の第一人者デニス博士がレジスタンス側に加わり、粒子加速によるフィールドを使用した光学兵器反射シールドを展開するS.S.S.（ショットシールドシステム）を開発したことで戦況を覆す可能性が生まれる。S.S.S.は汎用戦闘機フェニックス2型でプロトタイプがテストされたのち、士官用戦闘機サーペントに搭載された。そして、地球に潜伏するヴァルキネスの総力を動員した数次に渡る断続的な陽動によって、シールドシステムを搭載した戦闘機2機を月に到達させて量産化する作戦「Opelation RefleX」が実行された。
西オーストラリアのパースへの奇襲を皮切りにオーストラリア東部の首都アルテミスを奇襲する陽動作戦が展開され、戦闘機を搭載した戦艦オヒュクスを旗艦とする独立部隊も軌道回廊へと奇襲をかけて月に向かうために発進する。しかし奇襲作戦の動きが国家軍に察知されていたため、独立部隊は戦闘兵器群の1つピスケスA型・E型の襲撃を受ける。戦艦オヒュクスは搭載されている強大なレーザー武装によってピスケスA型を撃墜するが、次弾発射がまだできない隙を狙って戦闘兵器群の1つヴァルゴが爆撃を行ない、士官用戦闘機サーペントやデニス博士を乗せたまま戦艦オヒュクスは撃墜されてしまう。かろうじて脱出に成功した戦闘機はフェニックス1型とフェニックス2型の計2機のみ。唯一のシールド搭載機となったフェニックス2型は1機分でもシールドシステムを月に送るため作戦を続行して、宇宙へと伸びる軌道回廊を持つ空中基地を目指す。

## ステージ構成
| AREA                               | AREA                     | タイトル                        | 概要 | ボス |
| ---------------------------------- | ------------------------ | ------------------------------- | --- | --- |
| 1                                  | A                        | Pinpoint Raid                   | 母艦から脱出したフェニックスは、敵艦隊の追撃を突破して友軍の陽動作戦を眼下に、上空のアイネイアス空中基地を目指す。 | Pisces(Type-E) |
| 1                                  | B                        | Pains of Revolution             | 母艦から脱出したフェニックスは、敵艦隊の追撃を突破して友軍の陽動作戦を眼下に、上空のアイネイアス空中基地を目指す。 | Virgo |
| 2                                  | A                        | Orbit Passage                   | 第二十四空域軌道基地アイネイアスに侵入して重力制御式軌道回廊を昇っていく。 | Taurus |
| 2                                  | B                        | Stratosphere                    | 第二十四空域軌道基地アイネイアスに侵入して重力制御式軌道回廊を昇っていく。 | Scorpio |
| 3                                  | 3                        | Pierced Tragedy                 | 軌道回廊を抜けて宇宙に出ると国家軍の宇宙艦隊「流星艦隊」に遭遇、これに奇襲をかける。 | Sagittarius |
| 3                                  | 3                        | Pierced Tragedy                 | 軌道回廊を抜けて宇宙に出ると国家軍の宇宙艦隊「流星艦隊」に遭遇、これに奇襲をかける。 | Gemini(Type-L,R) |
| 4                                  | 4                        | Critical Days                   | 敵艦隊の旗艦を撃墜して亜光速航行で月に向かうフェニックスに対して、敵旗艦に搭載されていた最新式戦艦キャンサーが追撃をかける。月に到達しても続く戦闘のさなか、謎の艦隊ともに現れた謎の兵器がキャンサーと月基地を破壊する。 | Cancer |
| 5                                  | 5                        | ネイディア （天底）             | 地球に向けて亜光速航行する謎の艦隊を追撃して、成層圏に出たフェニックスは敵部隊と交戦しながら降下する。 | 拠点襲撃特殊部隊 エンロピ                                                                                               |
| 6                                  | 6                        | カレイドスコープ （万華鏡）     | 地球ではレジスタンスと国家軍が手を結び謎の艦隊と戦っていた。フェニックスもその中に加勢する。 | 査察守護艦 スクトゥム                                                                                                   |
| 7                                  | 7                        | ラス・アルハゲ （蛇遣いの最先） | 謎の敵艦隊の行き先は、アルティネクスの跡地だった。ヴァルゴと協力して謎の兵器を攻撃するが、光翼を展開した謎の兵器にヴァルゴは撃墜され、フェニックスも謎の兵器のトラクタービームに捕われ集中攻撃を受けて破壊されパイロットが死亡してしまう。しかしフェニックスにも敵と同様の光翼が展開され、パイロットなくして戦闘を続ける。 | ゾディアック ヴァルゴ                                                                                                   |
| スピカ・アストレアの手記           | スピカ・アストレアの手記 | スピカ・アストレアの手記        | ヴァルゴのパイロットと、謎の艦隊の正体である宇宙から来た亜人ライワットの師団長の2つの視点から、その後の推移が語られる。 | ヴァルゴのパイロットと、謎の艦隊の正体である宇宙から来た亜人ライワットの師団長の2つの視点から、その後の推移が語られる。 |
| ライワット遠征軍師団長の回顧録より |                          |                                 | ヴァルゴのパイロットと、謎の艦隊の正体である宇宙から来た亜人ライワットの師団長の2つの視点から、その後の推移が語られる。 | ヴァルゴのパイロットと、謎の艦隊の正体である宇宙から来た亜人ライワットの師団長の2つの視点から、その後の推移が語られる。 |
| Final                              | Final                    | ジャッジ （審判）               | ライワットの光翼を持つ自律兵器ゾディアックと光翼を展開したフェニックスの戦いで地球全土は壊滅していた。 フェニックスは光翼兵器零号機と呼ばれ悪魔として恐れられるようになり、12体あったゾディアック兵器のうち11体を破壊されたライワットも最後の1体を放って撤退、地下に潜った地球人類は自律制御により人類を守る脳巣ネットワークを建造して軌道衛星上には機械神殿と神威シリーズを配置していた。 軌道衛星上の機械神殿を舞台に人類やライワットの手を離れた、自律兵器同士の三つ巴の最後の戦いが行なわれる。 | ゾディアック リブラ |
| Final                              | Final                    | ジャッジ （審判）               | ライワットの光翼を持つ自律兵器ゾディアックと光翼を展開したフェニックスの戦いで地球全土は壊滅していた。 フェニックスは光翼兵器零号機と呼ばれ悪魔として恐れられるようになり、12体あったゾディアック兵器のうち11体を破壊されたライワットも最後の1体を放って撤退、地下に潜った地球人類は自律制御により人類を守る脳巣ネットワークを建造して軌道衛星上には機械神殿と神威シリーズを配置していた。 軌道衛星上の機械神殿を舞台に人類やライワットの手を離れた、自律兵器同士の三つ巴の最後の戦いが行なわれる。 | 脳融合型殲滅兵器 神威                                                                                                   |

## 楽曲
1. The Tale of ALLTYNEX. 2nd Chapter Prologue. - タイトル
2. Briefing. - 選択画面
3. Unavoidable choice. - 1面
4. Crazy Goddess Virgo(Type Human) - 1面ボス
5. A Fight to Continue Eternally. - 2A面
6. Stairs to the Ruin. - 2A面ボス、2B面
7. Poison of Scorpion. - 2B面ボス
8. The Law of Nature of the Tragedy. -Prelude- - 3面
9. The Law of Nature of the Tragedy. -Second Chapter- - 3面
10. Despair. -Cancer- - 4面
11. The Last Resistance. - 5面
12. Angel dust. - 5面ボス
13. Air. - 6面
14. Imperial Guard. -Scutum- - 6面ボス
15. Ruins. -Mother Brain ALLTYNEX- - 7面
16. Raiwat Virgo(TypeR) - 7面
17. Mortal Illness. - 7面
18. Phoenix - 7面
19. Monologue.
20. Time of End. - 最終面。『神威』1面のアレンジ
21. The End of Reflection. - エンディング
22. Unavoidable choice. -Endroll version- - スタッフロール
23. 余儀なき選択 RefleX体験版Ver. - サウンドモードのみ
24. 狂気の女神 RefleX体験版Ver. - サウンドモードのみ
25. Game Over TypeA.
26. Game Over TypeB.

RefleX初期体験版
1. 余儀なき選択 －RefleX Arrange version.－ - 1面
2. 狂気の女神 －RefleX Trial version.－ - 1面ボス
3. 永遠に続く戦い －RefleX Arrange version.－ - 2A面
4. 破滅への階段 - 2A面ボス、2B面
5. 蠍の毒 －RefleX Arrange version.－ - 2B面ボス
6. 惨劇の理（序章） - 3面
7. 惨劇の理 －RefleX Arrange version.－ - 3面
8. 蛇の道 －RefleX Trial version ending.
9. 敗北宣言 －RefleX Arrange version.－ - ゲームオーバー

## 登場機体

### ヴァルキネス
汎用戦闘機フェニックス2型 (ALFI-PH2RX Phenix02)
本作の自機。汎用戦闘機フェニックス1型を改良した隊長機。自機はさらに、シールドシステムのテストのためにゾディアックコア・オヒュクスとプロトタイプのシールドシステムを追加した特殊機になっている（体験版ではフェニックスS型と称されていた）。士官用戦闘機サーペントのパイロットであるシータ・スクレピオが以前の搭乗していた機体でもある。
ゾディアック・オヒュクス (Zodiac Ophiuchus)
自機がゾディアック・ヴァルゴとの戦いで大破したとき奇跡的にゾディアックコアが覚醒、フェニックスを依代にゾディアック兵器として光翼を展開した姿。パイロットは死亡しておりコアによって自律制御されている。対ゾディアック用にライワット本星で開発された13番目のゾディアックコアだが、ライワットを裏切った湯田（ユダ）一族が地球へと持ち去っていたもので、全てのゾディアックコアを葬ることだけを使命としている。数世紀後が舞台である『神威』では神威零号機として登場。
この状態になると攻撃力や機動性が増し、シールドエネルギーも無限になる。また敵弾を反射させてシールドを解除すると、敵弾が変化して敵の方向に貫くレーザーになる特殊な攻撃「フォトンブラスター」が使用可能。しかし装甲が失われているため被弾すると一撃で撃墜になる。ゲームクリア後は、1エリアのみ遊ぶエリアセレクトモードに限り、どのエリアでもこの状態でプレイ可能。
フォトンブラスター
閃光とも呼ばれる光学兵器。光学粒子が、特殊な粒子波動により放射性同位体へと変化する。この放射性光子は光学兵器反射粒子障壁を貫通する。
オヒュクスにしか使用できない武装であり、上記の通り光学兵器反射シールドの反射を無視してゾディアックシリーズにダメージを与える事が可能。（対リブラ戦の最後で確認できる）
発動方法は、反射した弾がまだ画面内に残っている際にシールドを解除する事である。一度に発射されるフォトンブラスターは8つまでだが、短時間でシールド発動→解除を繰り返せば素早く撃てる（仮に反射弾が20発画面にあれば、素早くシールド展開解除を繰り返せば8→8→4発と撃てる）
ゾディアックの名を冠しながら対ゾディアック兵器として開発されたのはこの武装があればこそである。
汎用戦闘機フェニックス1型
レジスタンス組織ヴァルキネスの量産型の汎用戦闘機。フェニックス2型が赤いのに対してこちらは青色。
士官用戦闘機サーペント
ゾディアックコア・オヒュクスを複製したコアによるシールドシテムを搭載したOpelationReflexの要だった機体。発進することなく母艦と共に撃沈した。体験版によるとパイロットは、シータ・スクレピオ大尉。
戦艦オヒュクス
シールド搭載機を収容して月を目指した新造戦艦。クリプス砲という戦艦サジタリウスの主砲級の強力なバスターレーザーを装備。体験版によると艦長は、ヴァルキネス地球部隊長ヤーソン・アスクリプス中佐 （なお当時の設定では艦の名前は戦艦ストラス）。

### 国家軍
12戦闘兵器群（ゾディアック模造兵器群）
国家軍が有する戦闘兵器群。ゲハルア・デニス博士がゾディアックコア（オヒュクスコア）を解析した結果、ゾディアック兵器のデータが見つかったためその襲来の可能性にそなえて技術を一部コピーして開発した。戦闘兵器群は世界統一の戦争にも大きな役割を果たした。
ピスケスE型 (ATCR-PI-E01 Pisces(Type-E))
レーダー索敵を回避して雲海から奇襲をかける中型戦闘機。重火力仕様のA型と弾幕護衛仕様のE型の2種類が存在しているが、A型は本編開始直前に戦艦オヒュクスのクリプス砲によって撃墜されている。またE型も装甲中破の状態で自機を追撃していた。搭乗パイロットはエロース・アルレシャ少尉。A型のパイロットであるアフロディテ・アルレシャ中尉とは姉妹。
ヴァルゴ (ATFI-VI-BR002 Virgo)
多数の兵器を搭載した大気圏内用の航空戦闘機。光爆兵器「ボム」によって戦艦オヒュクスを撃墜した。女性パイロットで「死神のスピカ」の異名を持つスピカ・アストレア大尉が搭乗している。奇しくもライワット製の本物のゾディアック・ヴァルゴによって撃墜された。なおカラーモチーフはブロンズパロットの制服。
タウルス (ATTA-TA-01C Taurus)
空中基地護衛兼地上の要塞破壊用の大型戦車。大型ミサイルや弾幕砲に主砲のバスターキャノンを搭載している。パイロットはエルナート・アルデバラン中尉。
スコーピオ (STCR-SC-B02 Scorpio)
宇宙で戦闘可能な兵器。流星艦隊の後方支援と重力制御式軌道回廊が完全では無かった為、スコーピオの垂直上昇を可能にした大型バーニアの性能が買われて軌道回廊に配備された。旧華族出身の紳士でスピカと共に国家軍の双璧と期待されたマウイ・アンタレス大尉が搭乗している。
サジタリウス (SPFS-SA-C11 Sagittarius)
ゾディアック兵器を有する敵艦隊を迎撃するために展開していた宇宙艦隊「流星艦隊」の総旗艦。主砲としてライワット製オリジナルゾディアックに匹敵する火力のビーム砲である「サジタリウスの矢」が搭載されている。また艦載機としてジェミニとキャンサーが積まれている。総旗艦司令はケイローン大将で艦長はフォルス准将。
ジェミニ (SPSH-GE-W01 W02 Gemini(Type-M,B))
光学兵器を防ぐ電磁分解シールドを持つ盾役のM型機と、攻撃兵装と機動性に秀でた矛役のB型機のペア。合体することで強力なレーザーを発射可能。M型パイロットはポルクス・ディオスクロイ中佐でB型パイロットはカストル・ディオスクロイ中佐。兄弟ではあるがピスケスのアルレシャ姉妹と違って仲は良くない。
キャンサー (ALCR-CA-C2PRO Cancer)
亜光速航行しながらの戦闘に特化した兵器。通常航行下では巨大な爪による格闘攻撃が可能であり、胴体部分の砲台群を解放して弾幕を展開する。パイロットは「骨塵のアクベンス」の異名を持つアクベンス・アルタルフ大佐。

### ライワット軍
拠点襲撃特殊部隊 エンロピ
7機の無人機で構成された拠点攻略部隊でエンロピの騎士と呼ばれている。フェニックス2型により旗艦を失い損害を受けていたとはいえ、多数の戦艦を有する流星艦隊を撃退して、瞬く間に成層圏を完全制圧した。6機目までは2機ずつのコンビネーション攻撃を行なう。兵装は各機異なっており、本編では出ていないが、それぞれ「ディーナ」「ジーン」「クロエ」「ウェンディ」「アニー」「アビー」「ニッキ」の名称がある（設定資料集より。どれがどの名前かは不明）
査察守護艦 スクトゥム
ゾディアックとオヒュクスコアの戦いの経過を見極める秘密任務を帯びた者を乗せている特別艦隊のうちの1機で本編ではゾディアック・ヴァルゴの査察する役目を持っている。防御能力に秀でた小型艦であるものの、大型戦艦に匹敵する光学兵装も装備している。しかし、小型艦サイズの維持する為に物理兵器を一切搭載していない。パイロットは三枝英（サエグサヒデシ）。
6つのビットも光学兵器のみで、スクトゥムを囲むように展開し六芒星を描くのが特徴である。
ゾディアック
ライワットの母星で開発された12体の兵器群。全機とも構造は同じだがコア内部の生体素子の違いによって行動パターンが異なる。暴走してしまい、対ゾディアック用のゾディアックであるオヒュクスが作られたが裏切りにより持ち去られ、停止させるまでの長い年月の中で母星は焦土と化した。この被害でそのままの体では生きられない環境になったライワット人は狼男のような亜人となって環境に適応している。ゾディアックを製造するような高い技術はロストテクノロジーと化していたものの、封印されている12体のうち3体はライワット人が完全な制御下に納めることに成功している。しかし、ライワットの上層部は負の遺産であるゾディアック全機が失われることを望んでいた。地球に持ち去られたゾディアック・オヒュクスの機体も他のゾディアックと同型で、コアを取り外された抜け殻が『ALLTYNEX Second』に登場している。
前述された通りゾディアックシリーズは機体構造と兵装そのものは全く同じ（ミサイル、各部光学兵器砲、反射シールド、光爆兵器（最終面の演出でリブラが使用）、後述の4種）である。
バスターレーザー
出力可変式のレーザー砲。3段階あり、最大出力では画面全体を覆う四重レーザーを放つ。
ビット
リブラが使用。空間転移を行い光学兵器砲やバスターレーザーで攻撃を行う。
トラクタービーム
ヴァルゴが使用する対象を拘束する強力なビームフィールド。フェニックスの推力では脱出不可能だが、オヒュクスが覚醒した際には吸い寄せられるものの脱出は可能になっている。
アポカリプスバスター
ゾディアックシリーズに搭載されている究極兵装。粒子崩壊を励起するアポカリプスモデルを形成し、そのエネルギーを収束発射する。
理論上では反射シールド粒子をも崩壊させる事ができるが、機体に多大な負担がかかるため難しい。
その性質から、この武装使用を選択するゾディアックコアは多くないと思われる。
実際にリブラが撃った際には、多重展開された神威の空間歪曲電磁シールド16枚を破壊して撃破したものの、収束エネルギーが足りずオヒュクスのシールドは破れなかった。なおもリブラは再チャージしてアポカリプスバスターを撃つが無理に連続で撃った為に過負荷でオーバーロードを起こしてしまった。
ゾディアック・ヴァルゴ
1番目に投入されたゾディアック。別名ハマリエル。Cancerとレジスタンス月基地を破壊後、ライワット軍とともに地球に降下、オヒュクスコア起動の残照を感知してALLTYNEXがあった場所に向かった。人類側からは光翼兵器1号機と呼ばれた。
ヴァルゴコアの性格は遊び心が強く残忍で少々ムラッ気があり、想定外の事象にパニックを起こしやすい。設定資料集によれば、ライワット星におけるゾディアックシリーズの暴走事件で最初に暴走したのはゾディアック・ヴァルゴではないかと検証されている。
ゾディアック・リブラ
最後の1体になってから封印を解除されてオヒュクスとの戦いに放たれたゾディアック機。別名ズリエル。
リブラコアの性格は独善的だが慎重かつ大胆。他のゾディアックシリーズが使おうとしなかったアポカリプスバスターを使うことにためらいを見せない勇敢さもあり、オヒュクスに対して自らの正しさを証明すべく戦いを挑む。
設定資料集では、2番目にゾディアック・レオが投入されたと記述されている。

### 聖蛇教団ゲヘナ
後継型汎用戦闘機サーペント量産型
ライワットとの戦いで瓦解した国家軍やレジスタンスの残党を取り込んでライワットとの戦争を続けた聖蛇教団の汎用戦闘機で性能はフェニックスを凌駕する。デニス博士の遺作。シールドシステムが量産化されなかったためサーペントとは異なりシールド未搭載。ヴァルゴ（地球人類製）の元パイロットとなったスピカ・アストレアも後にこれに乗ってライワットとの戦いを続けたがゾディアックには通用しなかった。作中では言及のみ。
白蛇天使エル・サーペント
AIチップにより自動制御される戦闘機。光学兵器を反射するS.S.S.が失われた後、新たに開発された空間を湾曲させて物理的な接触も回避可能な空間歪曲電磁シールドが搭載されている。設定のみで作中には一切登場しないものの、サーペント量産型と違いゾディアック兵器ともそれなりに戦えた。このシールドシステムは神威へと受け継がれた。
ALLTYNEX-OS搭載型都市管理コンピュータ・脳巣ネットワーク
人類が地底につくった自律管理のコンピュータネットワークの中枢。本編では言及のみで直接の登場はなく『神威』に悩巣の名で登場。
機械神殿
脳巣が神威シリーズと合わせて衛星軌道上に構築した自動報復システムの一環。『神威』にも登場。
脳融合型殲滅兵器 神威
ザフィケル博士の脳融合理論により、超能力の素質を持つ人間の脳をチップ化して戦闘機に組み込んだ兵器。エル・サーペントと同様の空間歪曲電磁シールドと、雷撃や雷刀といった兵器を搭載している。脳巣が掌握できたのは神威シリーズ全8機中、5号機から8号機の4機だけで、作中には神威7号機と神威8号機が登場する。（設定資料集によれば5号機はフェニックス（オヒュクス）に、6号機はゾディアック・スコーピオに破壊されている）なお『神威』には自機として2号機が登場。

## Reflection
本作の前身となったシューティングゲーム。プログラムやグラフィックなど主な部分はヤスウェアが開発しており、曲などを大学の友人らが協力している。インターネットコンテストパークに応募され1997年11月の月間受賞（賞金11万円）。

### ステージ構成
| AREA | タイトル      | ボス                       |
| ---- | ------------- | -------------------------- |
| 1    | Pinpoint Raid | AircraftBattleShip Virgo   |
| 2    | Orbit Passage | RiotCruiser Scorpio        |
| 3    | Meteor Fleet  | HugeBattleShip Sagittarius |

条件を満たして3面をクリアすれば隠しラストボスとして、地球連合軍側も完成させていた「ショットシールドシステム」を搭載した未完成の兵器Cancerが、撃沈する旗艦Sagittariusの後部格納庫から発進して登場。これを倒せば通常のエンディングとは異なる真のエンディングになる。また当時の自機は残機が存在するが耐久値は1回のみでショットにはミサイルも有り通常ショットを放つと同時に発射されるものであった。

### 楽曲
1. 余儀なき選択 - 1面
2. ヴァルゴ（狂気の女神） - 1面ボス ヴァルゴ
3. 永遠に続く戦い - 2面
4. 蠍の毒 - 2面ボス スコーピオ
5. 惨劇の理 - 3面 サジタリウス
6. 絶望 - ラストボス キャンサー
7. 見えない鎖 - エンディング
8. 敗北宣言 - ゲームオーバー

作曲はじるるん。ラスボス曲はヤスウェアが作った曲がアレンジされている。エンディング曲作曲はくるいぬ。